# 81.ª Divisão de Infantaria (Alemanha)
A 81ª Divisão de Infantaria (em alemão:81. Infanterie-Division) foi uma unidade militar que serviu no Exército alemão durante a Segunda Guerra Mundial.

## Comandantes
| Comandante                                  | Data                                         |
| ------------------------------------------- | -------------------------------------------- |
| Generalleutnant Friedrich-Wilhelm von Löper | 1 de dezembro de 1939 - 5 de outubro de 1940 |
| Generalmajor Hugo Ribstein                  | 5 de outubro de 1940 - 8 de dezembro de 1941 |
| Generalleutnant Erich Schopper              | 8 de dezembro de 1941 - 1 de março de 1943   |
| Generalleutnant Gottfried Weber             | 1 de março de 1943 - 13 de março de 1943     |
| Generalleutnant Erich Schopper              | 13 de março de 1943 - 1 de junho de 1943     |
| Generalleutnant Gottfried Weber             | 1 de junho de 1943 - 30 de junho de 1943     |
| Generalleutnant Erich Schopper              | 30 de junho de 1943 - 5 de abril de 1944     |
| Generalleutnant Vollrath Lübbe              | 5 de abril de 1944 - 1 de julho de 1944      |
| Generalmajor der Reserve Dr. Ernst Meiners  | 1 de julho de 1944 - 10 de julho de 1944     |
| Generalleutnant Franz-Eccard von Bentivegni | 10 de julho de 1944 - 8 de maio de 1945      |

## Área de operações
| Alemanha                       | dezembro de 1939 - maio de 1940      |
| França                         | maio de 1940 - dezembro de 1941      |
| Frente Oriental, setor central | Dezembro de 1941 - fevereiro de 1944 |
| Frente Ocidental, setor norte  | fevereiro de 1944 - outubro de 1944  |
| Bolsão de Kurland              | outubro de 1944 - maio de 1945       |